# Maissau
Maissau este o comună din districtul Hollabrunn, Austria Inferioară.